# Siziano

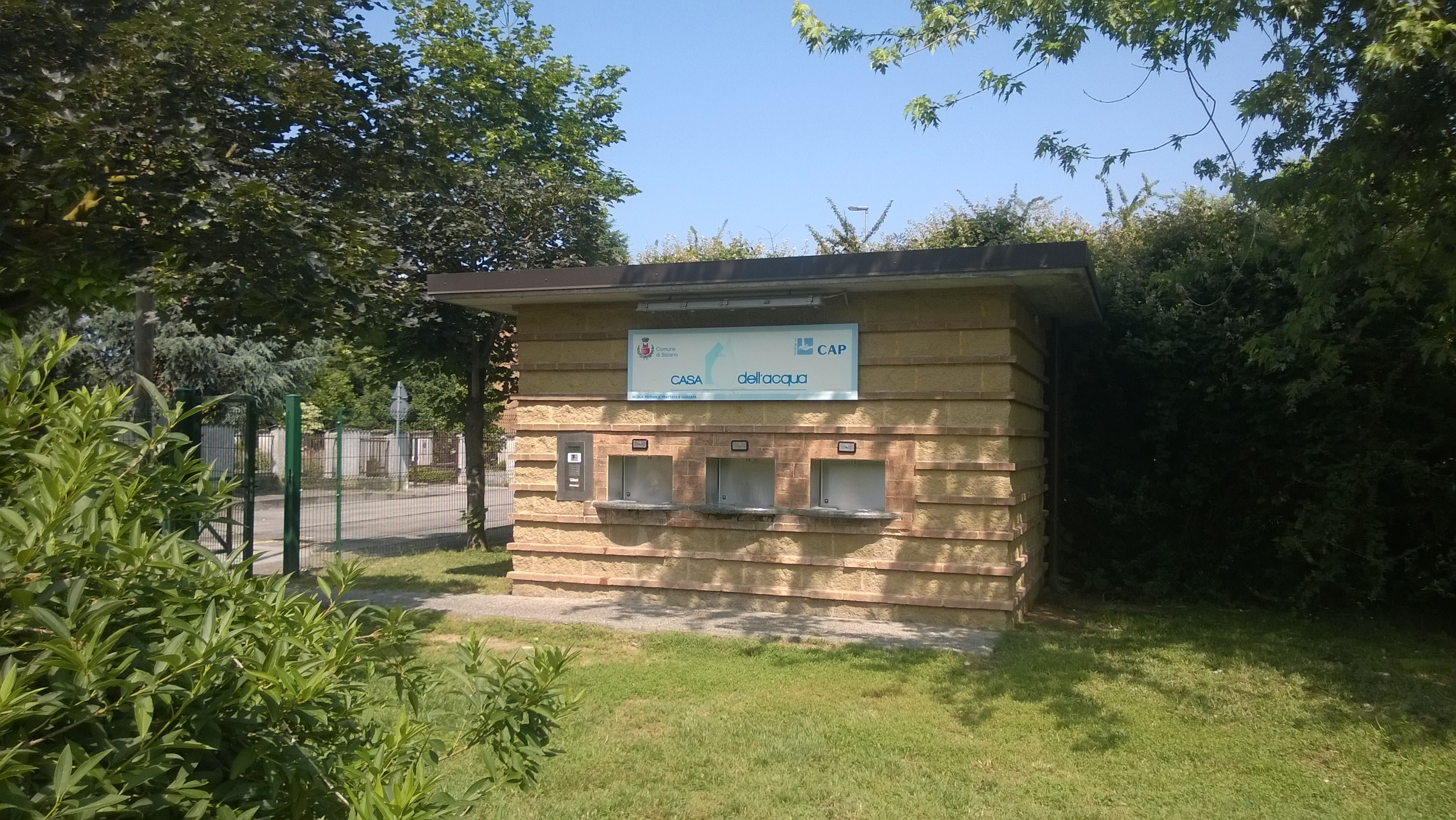
Casa dell'acqua di Siziano

Siziano (Sisiän in dialetto pavese) è un comune italiano di 6 837 abitanti della provincia di Pavia in Lombardia. Si trova nel Pavese nordorientale, al confine con la città metropolitana di Milano, nella pianura alla destra del Lambro meridionale; è uno dei comuni più importanti della provincia di Pavia, nonché il terzo per popolazione del pavese.

## Storia
Siziano ha origini romane: le attestazioni medievali del nome (Septezanum, Seteciano) permettono di risalire all'etimo *SEPTICIANUS, "proprietà fondiaria (-ANUS) di Septicio": quest'ultimo nome è un gentilizio romano testimoniato da un certo numero di iscrizioni funerarie rinvenute in area padana.
Nel corso del basso Medioevo Siziano, sottoposta al dominio milanese ma collocata sul confine tra le terre di Milano e quelle di Pavia, si trovò al centro di sanguinose contese politico-militari. A scopi difensivi i milanesi vi eressero una fortezza della quale ancora sono visibili, in parte, le imponenti mura nel centro del paese. Citato in documenti duecenteschi con l'appellativo di burgus (centro abitato di modeste dimensioni ma dotato di fortificazione), Siziano e il suo castello persero d'importanza nel momento in cui, con la conquista di Pavia da parte dei Visconti, venne meno la necessità di presidiare il confine tra Pavia e Milano. Donato in beneficio feudale dagli Sforza alla famiglia dei Biraghi (fine del XV secolo), il borgo di Siziano andò incontro a una progressiva decadenza. Nel 1863 Siziano divenne capoluogo di comune, e nel 1871 venne aggregato a Siziano il comune di Campomorto, sede di un'antica abbazia, feudo e patronato della famiglia Mantegazza di Milano. Qui fu combattuta, nel 1061, un'aspra battaglia tra pavesi e milanesi che provocò un gran numero di vittime. Tuttavia, non va dato credito alla diceria secondo la quale il nome Campomorto trarrebbe origine da questo importante fatto d'armi. Il comune di Campomorto fu soppresso nel 1871 e unito a Siziano.

### Simboli
Lo stemma e il gonfalone sono stati concessi con DPR del 12 settembre 1953.
Vi sono rappresentati il castello eretto dai Birago, la ruota del mulino dei feudatari Molinari presa dal loro stemma, il color rosso del sangue della battaglia del XII secolo tra Milanesi e Pavesi.
Il gonfalone è un drappo troncato di bianco e di rosso.

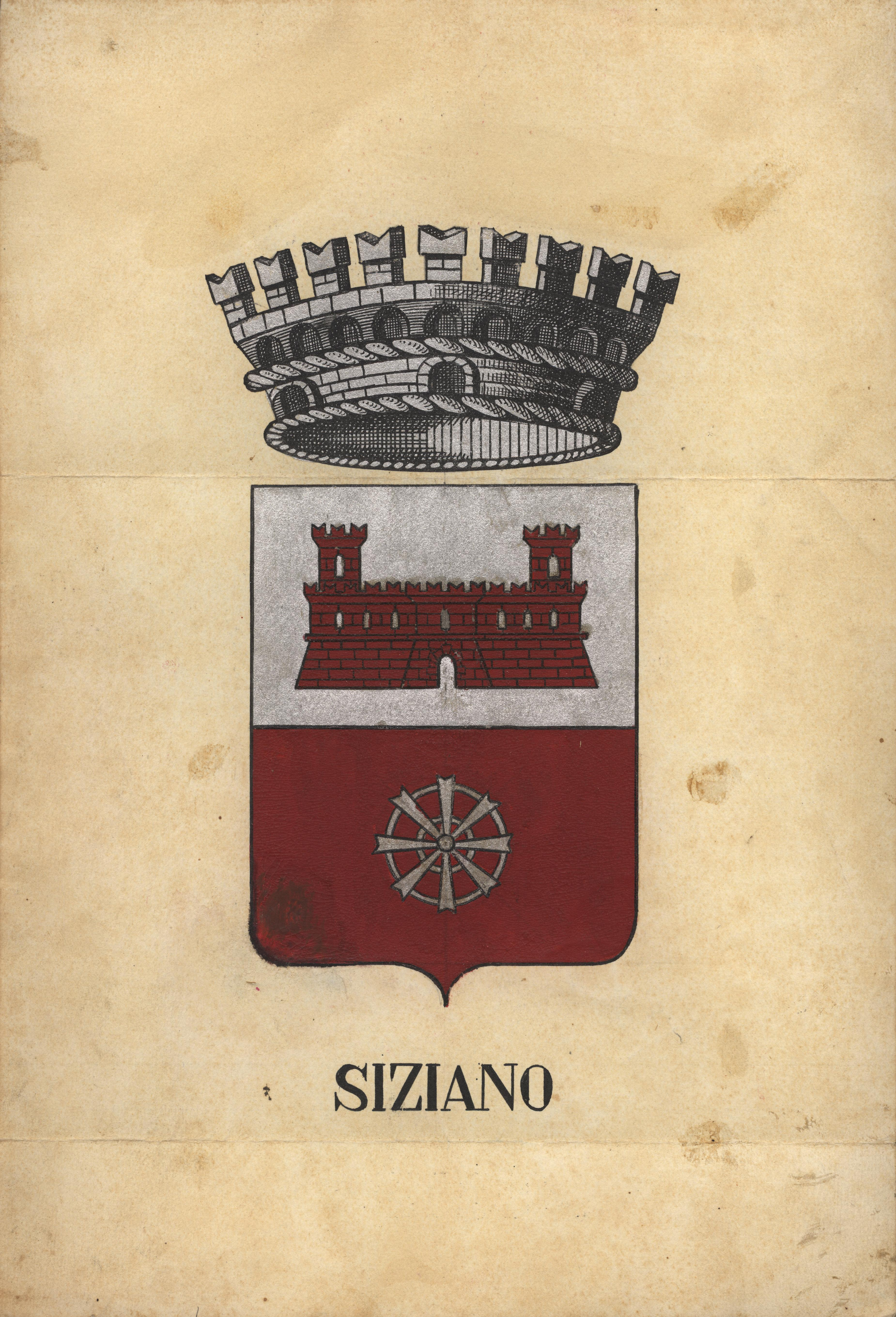
Bozzetto dello stemma di Siziano

## Monumenti e luoghi d'interesse

### Architetture religiose

#### Chiesa sconsacrata di via Sant'Anna
Tra le più antiche chiese di Siziano, assieme a quella di San Bartolomeo e a quella di Campomorto, attualmente sconsacrata, divenuta poi un negozio, è ora sede di un museo. È possibile ammirare il campanile da via Cantalupo. L'antica chiesa è soprannominata La Chiesetta.

#### Chiesa di San Francesco
Per rispondere alle esigenze del paese che si era notevolmente sviluppato, per volere del parroco e dei fedeli fu eretta negli anni sessanta: corredata di ampi spazi per le attività pastorali, è facilmente individuabile da lontano per il suo originale campanile.

#### Chiesa di San Bartolomeo

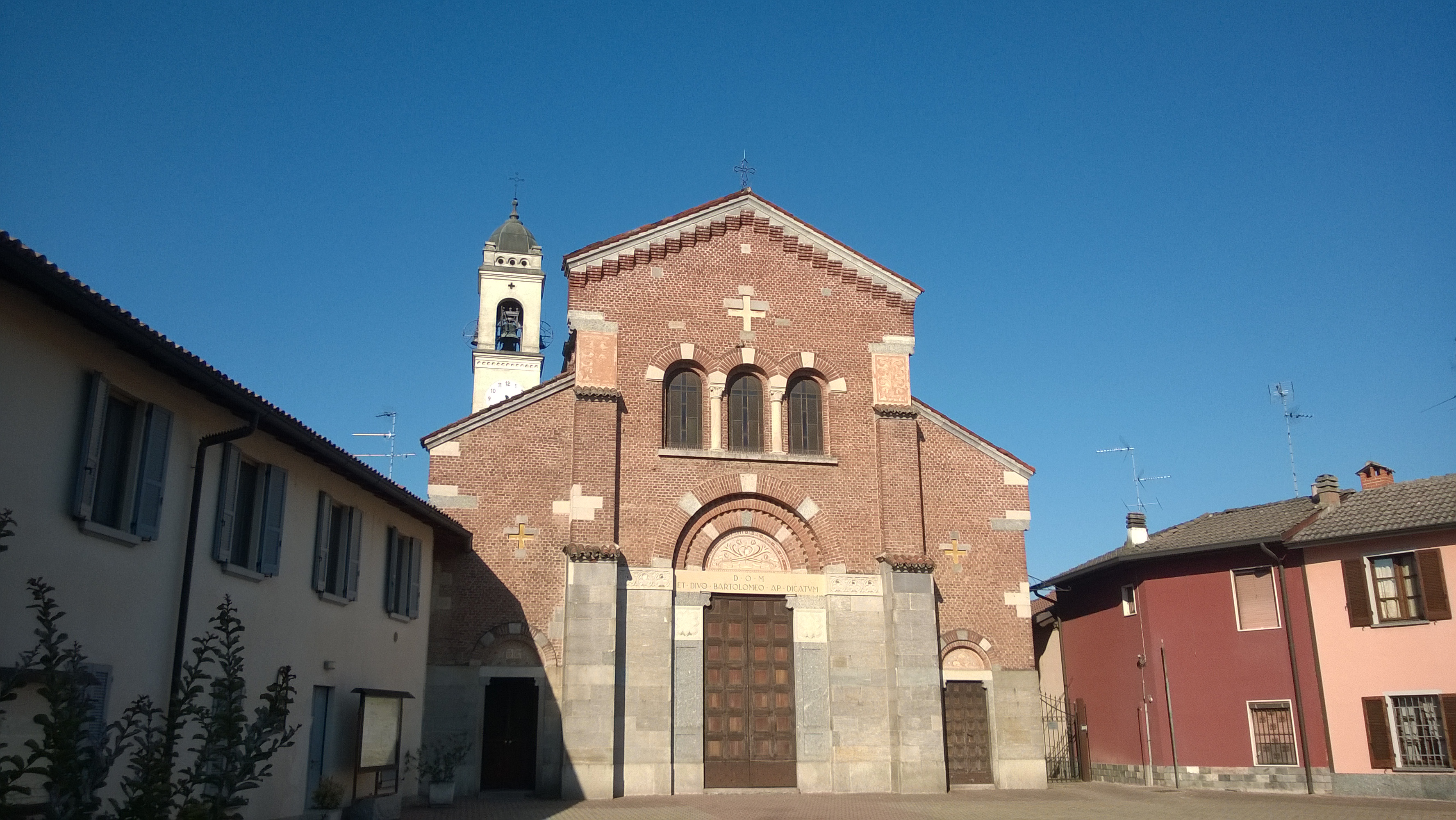
Chiesa San Bartolomeo a Siziano

La chiesa di San Bartolomeo risulta elencata tra le dipendenze della pieve di Decimo fin dal XIII secolo (Liber notitiae). La "capella" di Siziano è ancora citata nel 1398 tra quelle del plebato di Decimo (Notitia cleri 1398). Verso la fine del XVIII secolo, secondo la nota specifica delle esenzioni prediali a favore delle parrocchie dello stato di Milano, la parrocchia di San Bartolomeo di Siziano, che estendeva la propria giurisdizione anche su Cantalupo, possedeva fondi per 44.1 pertiche; inoltre la vice cura di Gnignano possedeva fondi per 0.19 pertiche; il numero delle anime, conteggiato tra la Pasqua del 1779 e quella del 1780, era di 1014.
Tra XIX e XX secolo la parrocchia di Siziano è sempre stata compresa nella pieve di Lacchiarella e nel vicariato foraneo di Lacchiarella, fino alla revisione della struttura territoriale della diocesi, attuata tra il 1971 e il 1972 quando è stata attribuita al decanato di Melegnano, nella zona pastorale VI di Melegnano.

#### Chiesa di Santa Maria Assunta
La chiesa si trova nella frazione di Campomorto e risale al XIV secolo ed era sede di un'antica abbazia. Era feudo e patronato della famiglia Mantegazza di Milano. Qui fu combattuta, nel 1061, un'aspra battaglia tra Pavesi e Milanesi che provocò un gran numero di vittime. Tuttavia, non va dato credito alla diceria secondo la quale il nome Campomorto trarrebbe origine da questo importante fatto d'armi. Il comune di Campomorto, fondato nel Rinascimento, fu soppresso nel 1871 e unito a Siziano. È un classico esempio di piccolo centro della pianura della bassa padana, sviluppatosi attorno alla grande cascina; il tutto è incorniciato da vaste distese verdi e specchi di risaie.

#### Chiesetta di Casatico detta ancheGesiolo
In stile rinascimentale, si erge in aperta campagna e questo esalta il suo fascino. Composto di una sola navata, ha la copertura in legno di recente fattura e si ritiene che anticamente fosse a volta. Il presbiterio, più antico, fu dovuto al priore Gerolamo Mantegazza a metà del XVI secolo. Il corpo centrale della chiesa, è del Settecento e si innesta con un arcone nell'antico presbiterio allargandosi poi a forma ellittica con due larghe cappelle laterali che si fronteggiano al centro. La facciata, anch'essa settecentesca, ha un portale in pietra che ornava la precedente costruzione, sormontato da una lunetta che ospita un pregevole bassorilievo di marmo di Carrara, raffigurante una Pietà.
La facciata presenta traccia di affreschi del Settecento ed a lato del portale si notano San Cristoforo a destra e San Giobbe a sinistra.
L'interno è spazioso e ben illuminato e di linee armoniose. I pilastri e le lesene che sorreggono il soffitto sono dipinte a fregi di volute e di fogliami, mentre la facciata interna i fregi si sviluppano in scene paesistiche di buon effetto.
L'altare di destra, dedicato alla Vergine del latte, ha un affresco con la Madonna che allatta il bambino, il quale tiene nella manina una ciliegia. Questo affresco deve essere di origine antica; forse trasportato nell'altare nei rifacimenti del 1712.
Il presbiterio reca una serie di pregevoli affreschi del XV secolo, di autore ignoto, ma riconducibile alla Scuola Lombarda del Luini.
L'ultimo importante restauro risale al 1932, anno in cui la famiglia Castelli acquista la chiesa ed i terreni circostanti e provvide al risanamento generale del manufatto e delle adiacenze. Oggi il suo utilizzo è limitato alla celebrazione del rosario durante il mese mariano.

### Architetture civili

#### Broletto
Il Palazzo del Comune venne ideato nel 1902 dal giovane Guglielmo Castelli, assessore comunale e futuro sindaco, nonché erede dei costruttori delle vecchie scuole nel 1885. Guglielmo, a 27 anni, entra nel consiglio comunale e nel 1902 viene nominato assessore. Voleva edificare un nuovo palazzo affacciato alla piazza centrale, ma la sua piccola impresa non aveva i requisiti e gli strumenti adatti all'opera ed allora si rivolse ad un'impresa più grande di Locate Triulzi: la ditta Romanoni. Così, con nulla osta del 6 aprile 1907 l'architetto Pestalozzi consegnò il progetto ed iniziano i lavori. L'anno successivo Guglielmo Castelli venne nominato Sindaco e nel 1910 l'edificio fu ultimato. Questa struttura venne pensata per ospitare al primo piano gli impiegati comunali ed al piano terra l'ambulatorio e la farmacia che fino ad allora non esisteva con tutti i disagi che si può immaginare ne derivavano per la popolazione.

Aule della scuola locale nel 1930

Nel frattempo, a fianco della farmacia, due locali ospitarono le scuole e nel 1918 venne istituita la IV seguita dalla V elementare nel 1926. Alla fine degli anni trenta parte dell'amministrazione era ancora nel vecchio palazzo (ora Acero-Croce Rossa)) che ospitava le prime tre classi elementari e gli uffici comunali, senza acqua potabile e con i servizi igienici fuori dal palazzo. Il comm. Castelli decise di riorganizzare i due edifici: trasformò la vecchia sede municipale in scuola con cinque classi elementari, servizi igienici ed un ufficio per la direttrice didattica. La nuova sede ospitava invece gli uffici comunali, la sala consigliare, il laboratorio medico ristrutturato e la farmacia che si era allargata negli spazi prima occupati dalle classi IV e V elementare. La facciata del palazzo viene dotata di illuminazione e la piazza assume un aspetto cittadino. L'inaugurazione avviene nel 1936.
Nel 1953 la nuova amministrazione propone un allargamento del palazzo ampliando l'ala di settentrione sopra la sala consiliare, creando così nuovi spazi, dove oggi insiste l'ufficio tecnico. Bisognerà aspettare ancora 31 anni per vedere tutti gli uffici unificati sotto un unico tetto e questa operazione si conclude grazie agli sforzi dell'amministrazione Pasi nel 1985, anno in cui si inaugura il nuovo palazzo municipale

### Aree Naturali

#### Parco del Lambro Meridionale e del Ticinello
Il Parco del Lambro Meridionale e del Ticinello è stato riconosciuto dalla provincia di Pavia nel 2009. D'interesse sovracomunale, l'area naturale si estende per circa 616 ettari tra i comuni di Siziano, Vidigulfo e Torrevecchia Pia, lungo le rive del Lambro Meridionale e del Ticinello. Nel 2017, la Fondazione CARIPLO ha finanziato il progetto “C.A.L.Me. 2 - Realizzazione delle opere per la connettività Ambientale del Lambro Meridionale”, con l'obiettivo di rinaturalizzare e riqualificare le sponde del Lambro Meridionale e valorizzarne il valore naturalistico.

## Società

### Evoluzione demografica
- 591 nel 1805
- 1 217 dopo temporanea annessione di Villamaggiore nel 1811

Abitanti censiti

## Cultura

### Istruzione

#### Scuole

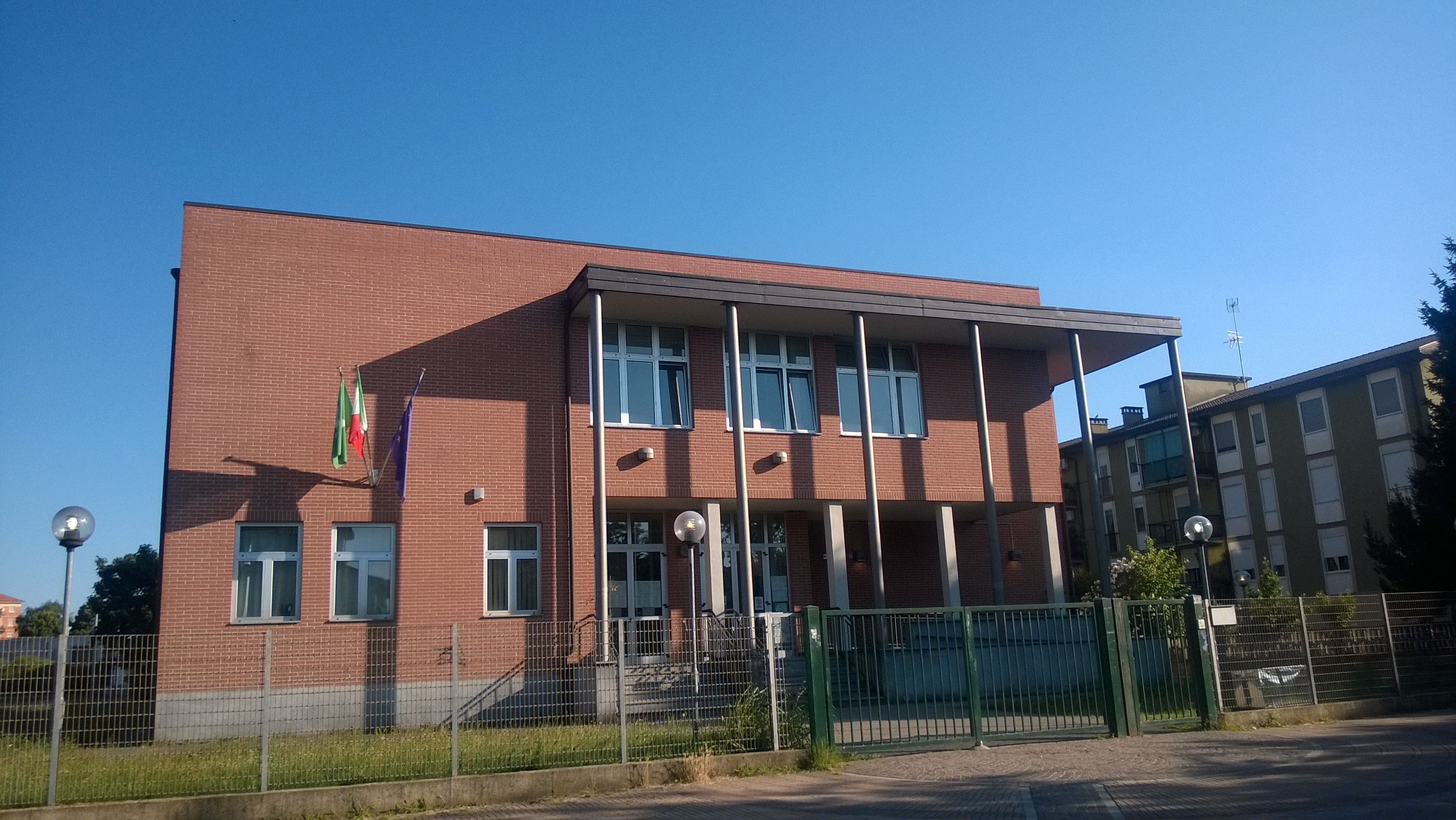
Scuole Medie a Siziano

Dopo che Siziano divenne Comune con Regio Decreto del 25 maggio 1863, il paese acquisì credibilità verso le banche per ottenere i finanziamenti necessari a realizzare opere pubbliche.
Nel 1870, ottenuti i finanziamenti, si decise di edificare la nuova scuola su quel lotto di terreno che costeggia la piazza principale e la strada che conduce alla stazione, dove oggi ha sede il centro diurno per anziani. A quel tempo quel terreno di 605 metri quadrati faceva parte di Villamaggiore ed era proprietà del Barone Sabino Leonino e fu acquistato per 2 lire al metro quadrato. La gara d'appalto se la aggiudicò la piccola impresa di Francesco Castelli, che iniziò i lavori il 1º marzo 1882 terminando gli stessi nel maggio 1885. Al piano terra alloggiavano le tre classi elementari ed il primo piano fu occupato dagli uffici Municipali. I servizi igienici erano all'aperto sotto il suchè: un pergolato per le zucche in uso ancora oggi.
Ma gli scolari residenti fuori dall'abitato che dovevano raggiungere la scuola a piedi erano meno fortunati ed il disagio lo vivevano maggiormente in inverno e fu così che l'Amministrazione Comunale dovette provvedere anche a loro, soprattutto dopo la costruzione di Cascina Adelina nel 1898. Il Comune di Lacchiarella, dal quale dipendevano questi abitati, incentivò il Municipio di Siziano a fronteggiare la situazione e furono edificate delle aule a Villamaggiore che in quegli anni contava circa 350 abitanti mentre la cura delle anime dipendeva dalla parrocchia di San Bartolomeo. Così si conclude il secolo con l'allestimento di aule anche a Gnignano e Campomorto.
Il nuovo secolo inizia con l'ingresso nell'Amministrazione Comunale di Guglielmo Castelli, personaggio di spicco che, prima da assessore, poi da sindaco, si distinse per l'apporto di benessere e cultura al paese.
Nel 1918 viene istituita la IV classe elementare a cui segue la V nel 1926. Tra il 1931 ed il 1934 l'originario edificio scolastico venne ristrutturato, dotandolo di servizi igienici con acqua corrente; si riunirono in un sol luogo tutte le classi.
Nel 1960 si costruirono nel giardino parrocchiale nuove aule per alloggiare le scuole medie.
Una svolta decisiva fu data dall'Amministrazione Pasi che negli anni ottanta diede inizio all'edificazione delle nuove scuole in via Pavia, poi completate ed ampliate con la scuola secondaria dal suo successore Angelo Zucchi.

#### Biblioteche
La biblioteca di Siziano si trova in un palazzo parzialmente di proprietà del comune, situata in via della stazione, in centro, nei pressi del comune, sulla strada verso Villamaggiore di Lacchiarella.

## Geografia antropica
Gli insediamenti agricoli sul territorio iniziarono con la centuriazione romana; più tardi, a seguito delle invasioni barbariche, le terre furono abbandonate e le coltivazioni lasciarono spazio a boschi e paludi.
Più tardi con l'operosità dei monaci della Certosa di Chiaravalle e di Pavia iniziò la grande bonifica che ridiede vita all'agricoltura locale. Fu allora che si insediarono le prime cascine, intorno alle quali si svilupparono i primi piccoli agglomerati abitativi.
Oggi restano alcune testimonianze di questi importanti fabbricati, mentre molti sono andati distrutti in parte dal tempo ed in parte per fare posto ai nuovi agglomerati urbani.

### Cascine e frazioni

#### Campomorto
Antica frazione di Siziano posta a sud del centro abitato, verso Vidigulfo. Costituì un comune autonomo fino al 1871.Campo Morto era un piccolo centro abitato del milanese di antica origine, sede di una parrocchia dell'Arcidiocesi di Milano. Al censimento del 1751 la località fece registrare 112 residenti, saliti a 491 nel 1805.L'attuale collocazione in Provincia di Pavia è il frutto delle riforme illuministe del governo austriaco. Il primo decreto in tal senso fu emanato dall'imperatore Giuseppe II nel 1786, ma venne revocato cinque anni dopo. La misura divenne invece definitiva dal 1815, in concomitanza con la proclamazione del Regno Lombardo-Veneto.L'abitato conobbe una discreta crescita per un villaggio agricolo, tanto da far registrare 740 anime nel 1853, e 771 nel 1859. Il municipio, la cui denominazione era stata nel frattempo rettificata in Campomorto, fu definitivamente soppresso il 5 marzo 1871 su decreto di Vittorio Emanuele II, venendo annesso a Siziano.

#### Gnignano
Antica località già esistente prima dell'VIII secolo, durante il dominio dei "Franchi" le campagne di "Noniano" (l'attuale Gnignano), ospitarono Carlo Magno, che pose proprio qui il suo campo. I primi abitanti di questo sito si insediarono attorno al Lambro, più tardi si formarono altri nuclei: sulla sponda a est, sotto Locate Triulzi e Quarpiano (oggi Carpiano) e a ovest nelle terre di Septezano. I primi proprietari furono i frati di Sant'Ambrogio di Milano. Con l'ingrandirsi della comunità, nelle vicinanze di quella che oggi è considerata la casa padronale, fu edificata una chiesa dedicata ai santi Nazaro e Celso, ed un cimitero ad essa attiguo. Nel XV secolo il possesso passa ai monaci cistercensi di Chiaravalle; si ha menzione di una visita pastorale del cardinale Carlo Borromeo nel 1573. Nel 1757 il governo austro-ungarico fece Gnignano capoluogo di Comune e Siziano risultò essenne una frazione. Nel 1806 il cimitero andò in disuso e da allora le sepolture vengono effettuate nel cimitero di Siziano con grande disagio della popolazione che doveva portare il caro estinto per quattro chilometri, spesso a spalle. Dopo l'unità d'Italia, nel 1863 fu Siziano a divenire Comune e Gnignano diventò una sua frazione. Nel XIX secolo la proprietà viene ceduta a privati: la famiglia Pavesi che annovera tra i suoi discendenti Gerolamo Pavesi, sindaco si Siziano dal 1867 al 1875. Suo figlio Emilio fu assessore e benefattore nell'edificazione del 1908 della nuova chiesa di San Bartolomeo. Nel 1946 la chiesa andò distrutta a causa di una grande esondazione e fu ricostruita negli anni cinquanta a debita distanza dal corso d'acqua.
Nel 1990 il suo territorio consisteva di circa 3300 pertiche coltivate prevalentemente a cereali.

#### Casatico
Sede di una antica cascina, ora in disuso. Nella frazione si svolgono attività di pesca sportiva, presso il laghetto di cava detto "Gesiolo". Sono presenti inoltre un agriturismo e un'azienda edile.

#### Cascina Bonate
Di questo nucleo si ha notizia ai primi del Cinquecento quando, con un atto di compravendita, i Mantegazza cedono la proprietà alla famiglia milanese dei Bonati, da cui deriva l'attuale nome; nel 1860 vi furono diverse contese riguardo all'eredità di questo fondo che oggi si estende su circa cinquemila pertiche

#### Cascina Cantalupo alla Bettola
Dall'XI secolo questo fondo faceva parte dei possedimenti della chiesa di Santa Maria Assunta a Campomorto. Nel 1722, il Governo austriaco fece il censimento e la mappatura del luogo e nel 1759 lo stralciò dal territorio di Campomorto per inserirlo in quello di Siziano. La costituzione del primo catasto organizzato come è giunto a noi, fu introdotto dal governo di Maria Teresa al fine di poter controllare la consistenza delle proprietà e di poter esigere i tributi per contrastare la forte evasione. A quell'epoca la proprietà era di De Vecchi, nobile famiglia di Milano. A seguito di un matrimonio la famiglia si imparentò con i Medici da Marignano. L'affittuario dimorava in un grazioso edificio del Seicento in Via S. Anna 5. La casa padronale, di evidente fattura settecentesca, fu edificata in quegli anni. La tradizione orale narra che in quell'epoca, nelle fredde notti d'inverno, si udisse l'ululare del lupo che si avvicinava all'abitato in cerca di cibo; da qui il nome di Cantalupo. Il degrado degli anni portarono alla sua demolizione lasciando spazio ad un nuovo complesso residenziale.

#### Fornasetta
A sud del paese, in direzione di Pavia, sorge questa cascina, ora in parte celata da un antistante ristorante. Dominata da una torre quadrata, che probabilmente fungeva da granaio fortificato, risale al XV secolo. Col tempo si è corredata dei fabbricati circostanti che ospitavano quattro famiglie al tempo alle dipendenze della proprietà dell'abbazia di Campomorto. Nonostante il nome che porta, non si ha menzione che qui vi sia mai stata una fornace.

#### Cascina Soldati
Proseguendo per Pavia, un po' all'interno, si intravede questa vecchia cascina sorta nei primi anni del XVIII secolo. Allora il governo austriaco incalzava i grandi proprietari terrieri con onerosi tributi e per poter far fronte a queste gabelle la famiglia Mantegazza che deteneva le terre di Campomorto, cedette quel podere ad un nobile milanese, tale Giovanni Soldato; ecco il motivo dell'attuale nome della cascina. Una sera del 1944 vi fu un'incursione di sbandati che fece irruzione nella casa padronale uccidendo Felice Sacchi, conduttore del terreno che fu commissario prefettizio negli anni trenta; l'indomani fu allestita la camera ardente nella sala consigliare del Comune per attribuirgli gli onori degni di tale rispettabile persona.
L'estensione del terreno è di circa 600 pertiche coltivate a cereali e fino a poco tempo fa, lungo le rive del cavo Marocco, vi si piantava l'anguriera.

#### Cascina Granzetta
Sulla strada che conduce a Melegnano si nota questa struttura testimonianza dei tempi in cui l'agricoltura produceva ricchezza. Nasce dopo la bonifica del XII-XII secolo per opera dei monaci cistercensi di Chiaravalle e nel corso dei secoli subisce diversi passaggi di proprietà: viene ceduta ai monaci della Certosa di Pavia, poi all'Ospedale Maggiore di Milano, al cardinale Montaldo. La comunità residente volle edificare una piccola chiesa che fu demolita nel 1886 poiché il proprietario dell'epoca, la lasciò degradare in quanto di religione ebraica. All'inizio del secolo scorso contava circa 120 anime ed il suo conduttore, sig. Lecchi, diede alla struttura le forme che ora vediamo. Nel 1990 aveva una consistenza di 1 300 pertiche coltivate a cereali, oltre ad avere una stalla con numerose vacche da latte. Oggi, pur conservando le sue caratteristiche, è adibita al reinserimento di persone svantaggiate.

#### Cascina Cà Matta
Originariamente era un avamposto del Castello di Siziano: probabilmente il suo attuale nome deriva da "casamatta" luogo isolato dove si conservava la polvere da sparo onde non compromettere la sicurezza del castello in caso di esplosione. In seguito fu trasformata in cascina facente parte dei possedimenti dell'abbazia di Campomorto; restò un fabbricato isolato fino alla fine del XVIII secolo, epoca nella quale sorse un'altra costruzione dirimpetto dall'altro lato della strada. Questo nuovo fabbricato ospitava un'osteria ed una piccola filanda con annesso allevamento di bachi da seta che venivano nutriti con le foglie di gelso che ornavano i fossi. Nel 1860 il proprietario, sig. Grassi, concede al comune di Campomorto un locale, che verrà anche usato come sede elettorale, fino al 1871 anno in cui il comune sarà assorbito da quello di Siziano. Nel 1880 nasce un'altra osteria, condotta dalla famiglia Bonizzoni, qui vi era anche la stalla per ricoverare i cavalli delle carrozze che vi transitavano. Agli inizi del XX secolo si aggiungono altre costruzioni. L'originaria Cà Matta, ospitò Defendente Sacchi, ricordato da una lapide colà affissa. Per devozione dei fedeli vi fu anche affrescata un'effigie della Madonna, ma alla fine del secolo scorso, fu abbattuta. Rimangono tracce del muro di cinta che oggi ospita un parcheggio.

#### Cascina Giuditta
Visibile e raggiungibile sia dalla binasca e che dalla circonvallazione, questa cascina fu costruita nel 1921 dai Castelli, proprietari dei terreni. Fu condotta dalla famiglia Garlaschi fino al 1990. Originariamente ospitava quattro famiglie. Il nome che ora porta le fu dato in quanto i Castelli gradivano attribuire nomi di famiglia alle loro proprietà.

#### Cascina Cicogno detta dei canali
È collocata sulla strada che collega la Cascina Giuditta con Gnignano. Questo nome le fu attribuito in quanto, precedentemente, nella zona di Cantalupo a Cicogno, insisteva una cascina del XIV secolo rilevabile nella mappa catastale del censimento del Governo Austriaco del 1772. Consisteva di “cinque fuochi e 27 anime“. Nel XIX secolo fu abbandonata e lasciata andare in rovina.
L'attuale "Cicogno" non nacque come vera e propria cascina, ma era la dimora del "regolatore" o "guardiano" delle acque; infatti in quel punto si incrociano le acque del Canale Ticinello con quelle della Speziana e vi sono le porte per regolare il flusso delle acque per l'irrigazione delle campagne.

#### Cascina Cassinetta
Nata nella terra di San Vitale, si trova leggermente all'interno sul lato destro della strada che conduce a Casatico. Era di piccole dimensioni ed oltre all'affittuario ospitava tre famiglie. Ora, soffocata da altre costruzioni di recente edificazione, ha perso la sua caratteristica rurale e vi si svolgono altre attività.

#### Cascina Pierina
Affacciata sull'attuale Via Carducci fu costruita nel 1940 dalla famiglia Castelli proprietaria del fondo: gli fu dato questo nome in ricordo e omaggio di una congiunta. Nel 1941 fu affrescata una meridiana dal pittore Villa di Pavia poi restaurata da Rino Cecchetto nel 1995.

#### Cascina in via Roma
Entrando in paese dalla "binasca" al numero civico 108 si nota sulla sinistra una bella costruzione in mattoni. Birago, preso possesso del feudo nel 1484, erige subito questa costruzione che fungeva da stazione di dazio per le merci in transito per Milano e Pavia. Nel XVIII secolo viene acquistata dai De Vecchi che la trasformano in casa rurale dotandola di stalla per le vacche ed il cavallo e di un piccolo appezzamento di terreno che forniva foraggio. Nel 1930 il paese si espande a nord e la bella cascinetta non è più isolata. Dopo l'armistizio dell'8 settembre 1943 la famiglia Maroni, che conduceva questo fondo, incurante del rischio che correva, diede rifugio nel fienile ad alcuni militari fuggiaschi.

#### Cascina Il Torchio
Nel 1575 il beneficio parrocchiale di San Bartolomeo viene in possesso di un appezzamento di circa 10 pertiche (circa 6140 metri quadrati) condotto da tal Pietro Triulzio. Vent'anni dopo il parroco decise di edificarvi una piccola abitazione ed un mulino per macinare il grano. La ruota che azionava la macina era azionata dall'acqua di una sorgiva proveniente da nord dell'abitato e compiuto il suo lavoro, andava a immettersi nel Ticinello. Vi era inoltre una macina per produrre olio di semi che veniva impiegato per alimentare i lumi della chiesa. Nel 1865 La proprietà viene ceduta a Giuseppe De Vecchi che edificò a ridosso del fabbricato esistente una abitazione per due famiglie ed una stalla per vacche da latte dando così vita alla cascina. Nel 1998 fu demolita.

#### Le piccole cascinette
Oltre a quella di via Roma, in paese erano presenti altre piccole cascinette costituite dalla casa dell'agricoltore, una piccola stalla per le vacche da latte ed il cavallo
In vicolo Torretta, tuttora esistente, era dotata di una piccola stalla per due vacche ed un cavallo ed il terreno per il foraggio. Ora è stata trasformata e inglobata in un nuovo contesto residenziale.
Il Curton, dove esiste tuttora la torretta: anche questa accessoriata di stalla e fienile, oggi ristrutturata e trasformata.
La corte del Ceroni: gruppo di cascinette che davano sulla stessa corte, tutte dotate di stalla ed annessi fienile e ricovero per carri ed attrezzi
Corte del bar castello: anch'essa ristrutturata, non presenta più traccia della vita di un tempo.

## Economia
L'economia del comune è sempre stata tradizionalmente legata al settore primario, ancora oggi c'è una forte presenza di aziende agricole, le principali specie coltivate sono i cereali, il riso, il granturco e gli ortaggi. Dal secondo dopoguerra si è vista una forte crescita di aziende manifatturiere ed industriali, che sono state organizzate in due distinte aree, rispettivamente a est e nord-est del paese. A partire dal secondo millennio si è assistito al proliferare delle logistiche, seppur contenuto rispetto a comuni limitrofi; dagli anni 2010, grazie alla sua posizione centrale rispetto alle città di Milano e Pavia e alle principali vie di comunicazione, e per via della bassa sismicità del territorio e della mancanza di corsi d'acqua importanti, è stato scelto come sede di importanti data center, tra i più grandi d'Europa.

### Stazione radio
A Siziano, per le stesse ragioni elencate sopra, era presente un grande trasmettitore radio in onde medie, che trasmetteva il segnale di Rai Radio 1 sui 900 kHz con una potenza di 50 kW. Parte del terreno in cui erano presenti i due tralicci di trasmissione si trova nel comune di Lacchiarella. Era uno dei trasmettitori più potenti in Italia e poteva essere ricevuto di notte in gran parte dell'Europa. In data 11 settembre 2022 sono terminate le trasmissioni in onde medie da parte di Rai, con conseguente disattivazione dell'impianto, che è stato demolito il 25 maggio 2023. Gli edifici tecnici, sono riconvertiti in data center da Rai Way.
Questo impianto, per pochi anni e a partire dal 7 aprile 2006, ha trasmesso anche il segnale di Rai Radio 2 nel formato digitale DRM sulla frequenza 693 kHz in forma sperimentale..
Questo trasmettitore è la principale e storica frequenza di emissione del giornale radio della Lombardia Il gazzettino padano.

## Infrastrutture e trasporti

### Strade
Il comune è importante nodo della rete viaria regionale, nel suo territorio si incrociano la strada vigentina, che collega Milano e Pavia, e la SP 40 che collega le autostrade A1 e A7.

### Ferrovie
Siziano si avvale della vicinanza alla stazione di Villamaggiore, posta sulla Ferrovia Milano-Genova, nell'omonima frazione del comune di Lacchiarella.

### Mobilità urbana
Sono presenti fermate del servizio di trasporto extraurbano della provincia di Pavia gestite da Autoguidovie.

## Amministrazione
| Periodo        | Periodo        | Primo cittadino        | Partito                             | Carica  | Note   |
| -------------- | -------------- | ---------------------- | ----------------------------------- | ------- | ------ |
| 13 giugno 1985 | 24 aprile 1995 | Carlo Pasi             | PCI                                 | Sindaco | [ 13 ] |
| 24 aprile 1995 | 14 giugno 2004 | Angelo Zucchi          | Lista civica (centro-sinistra)      | Sindaco |        |
| 14 giugno 2004 | 26 maggio 2014 | Massimiliano Brambilla | Lista civica                        | Sindaco |        |
| 26 maggio 2014 | 8 giugno 2024  | Donatella Pumo         | Lista civica-Continuare per Siziano | Sindaco |        |
| 9 giugno 2024  | in carica      | Matteo Pedrazzoli      | Lista civica-Siziano unita          | Sindaco |        |

## Sport

### Calcio

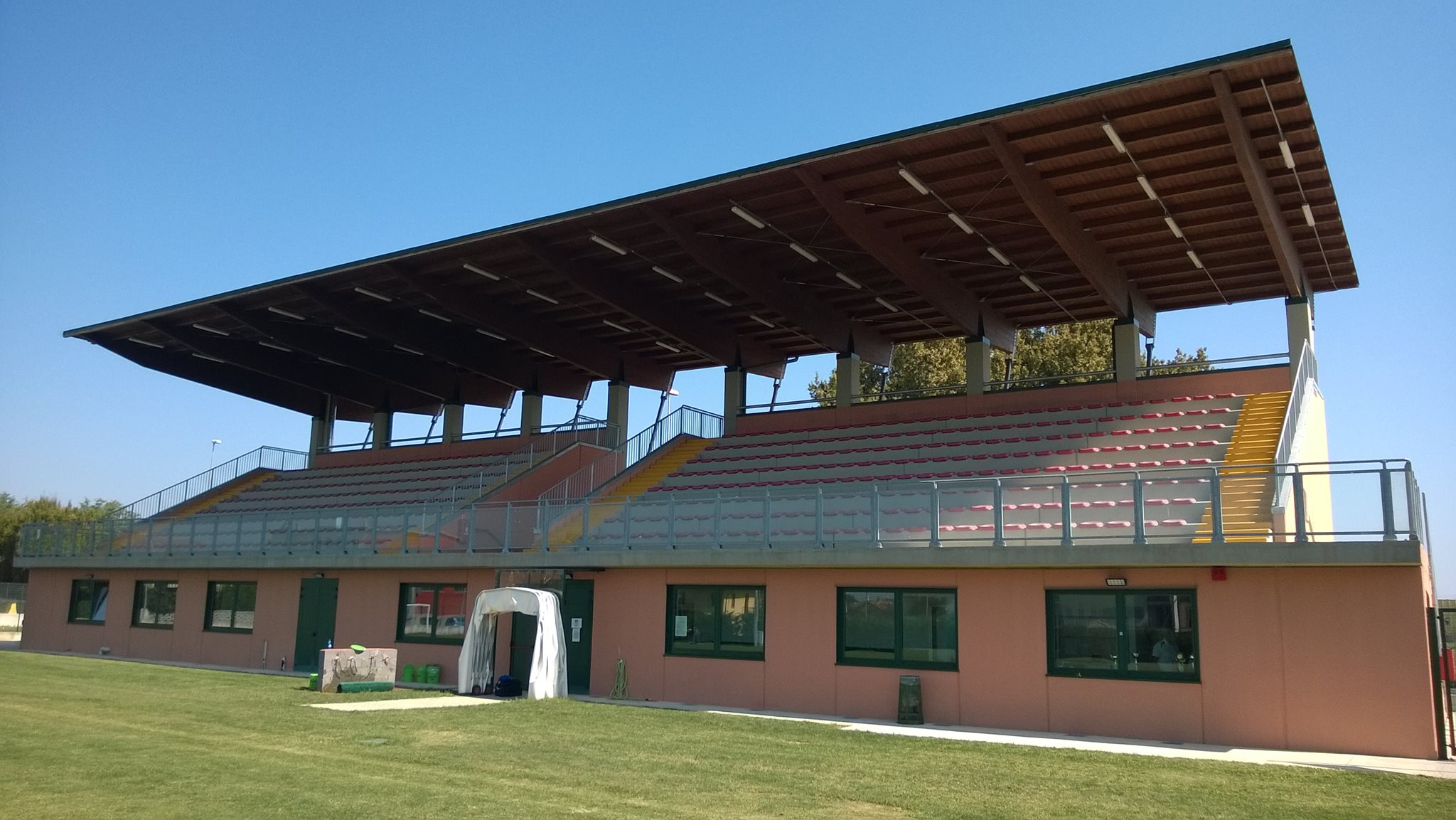
Tribuna del campo sportivo comunale di Siziano

La realtà calcistica iscritta al campionato della F.I.G.C. è l' A.S.D. Siziano Lanterna, militante in Prima Categoria. Dal 2013 fino al 2019 anche l' A.S.D. Sizianese Calcio, anch'essa ha militato in Prima Categoria. La squadra A.S.D. Oratorio San Francesco Siziano partecipa invece al campionato CSI di Calcio a 7 "CSI Open Pavia".